# 昆戈塔市鎮
昆戈塔市鎮是斯洛文尼亞的一個市镇，行政中心为上昆戈塔。市镇面积为49.0平方公里，2002年人口数量为4,317人。